# Tepa (Wallis und Futuna)
Tepa ist ein Dorf im Distrikt Muʻa im Königreich Uvea, welches als Teil des französischen Überseegebiets Wallis und Futuna zu Frankreich gehört.

## Lage
Tepa liegt an der Ostküste des Distrikts Muʻa im Süden der Insel Uvea, die zu den Wallis-Inseln gehört. Südlich des Dorfes liegt Haʻatofo, weiter nördlich befindet sich Lavegahau. Als Kirche befindet sich im Norden des Dorfes die Église du Sacré-Coeur.